# Народний вчитель України
Наро́дний вчи́тель Украї́ни — державна нагорода України — почесне звання України, яке надає Президент України відповідно до Закону України «Про державні нагороди України». Згідно з Положенням про почесні звання України це звання присвоюють «вчителям, викладачам та іншим педагогічним працівникам  навчальних закладів системи загальної середньої освіти всіх типів за видатні досягнення у навчанні і вихованні учнівської та студентської молоді, що сприяли істотному зростанню інтелектуального, культурного,  духовно-морального потенціалу українського суспільства і здобули широке громадське визнання».

## Історія нагороди
- Почесне звання встановлене Верховною Радою України Законом № 169-V від 21 вересня 2006 року «Про внесення змін до Закону України „Про державні нагороди України“»[1]. Тим самим Законом було встановлено також нову державну нагороду — Державну премію України в галузі освіти.
- 1 січня 2007 року закон набрав чинності.
- 5 квітня 2007 року Указом Президента України № 273/2007 були внесені відповідні зміни у Положення про почесні звання України[2].

## Положення про почесне звання
- Почесне звання «Народний вчитель України» є вищим ступенем відповідного почесного звання «Заслужений вчитель України».
- Почесне звання «Народний вчитель України» може присвоюватися, як правило, не раніше ніж через десять років після присвоєння відповідного почесного звання «Заслужений вчитель України».
- Особи, яких представляють до присвоєння почесного звання «Народний вчитель України», повинні мати вищу освіту на рівні спеціаліста або магістра.
- Особі, удостоєній почесного звання, вручаються нагрудний знак та посвідчення до почесного звання встановленого зразка.
- Особи, удостоєні почесних звань, носять нагрудні знаки до них з правого боку грудей.

## Народні вчителі України
- 2007
  1. Гавриш Світлана Андріївна — директор Техніко-економічного ліцею, м. Дніпро[3]
  2. Жофчак Золтан Золтанович — директор Авторського навчально-виховного комплексу міста Ужгорода, Закарпатська область[3]
  3. Коміренко Михайло Митрофанович — директор Фастівського ліцею-інтернату, Київська область[3]
  4. Пушкар Надія Степанівна — учителька Луцької загальноосвітньої школи I—III ступенів N 16, Волинська область[3]
- 2008
  1. Лосюк Петро Васильович — директор Яворівської загальноосвітньої школи I—III ступенів, Косівський район[4]
  2. Литвиненко Лідія Семенівна — директор спеціального загальноосвітнього дитячого будинку «Малятко» змішаного типу для дітей дошкільного та шкільного віку, дітей з затримкою психічного розвитку, м. Київ[5]
- 2009
  1. Сазоненко Ганна Стефанівна — директор Українського гуманітарного ліцею Київського національного університету імені Тараса Шевченка[6]
  2. Іошин Микола Васильович — учитель, директор гімназії № 11 імені К. А. Треньова, м. Сімферополь, Автономна Республіка Крим[7]
  3. Глущенко Галина Євдокимівна — директор Кловського ліцею № 77, м. Київ[8]
  4. Скоблікова Марія Харитонівна — учителька Чапаєвської загальноосвітньої школи I—III ступенів, Харківська область[8]
- 2010
  1. Січко Сергій Михайлович — директор Миколаївського муніципального колегіуму імені В. Д. Чайки[9]
  2. Гузик Микола Петрович — директор Авторської М. П. Гузика експериментальної спеціалізованої I—III ступенів загальноосвітньої школи-комплексу № 3 міста Южного, Одеська область[10]
  3. Якір Михайло Семенович — вчитель Києво-Печерського ліцею № 171 «Лідер» міста Києва[11]
- 2011
  1. Босенко Маріанна Іванівна — учителька, директор гімназії № 48 Шевченківського району міста Києва[12]
- 2012
  1. Ігнатюк Любов Миколаївна — старший викладач Херсонського Академічного ліцею при Херсонському державному університеті[13]
- 2013
  1. Дружиніна Наталія Василівна — учителька Природничо-наукового ліцею № 145 Печерського району міста Києва[14]
  2. Каташов Анатолій Іванович — директор Луганського ліцею іноземних мов[15]
  3. Харік Олена Юхимівна — учителька Харківського фізико-математичного ліцею № 27[15]
- 2016
  1. Пасіхов Юрій Якович — заступник директора, завідувач лабораторії, вчитель Фізико-математичної гімназії № 17, м. Вінниця[16]
- 2017
  1. Вест Світлана Олександрівна — заступник директора загальноосвітнього навчального закладу I—III ступенів Ліцей № 100 «Поділ» Подільського району міста Києва[17]
- 2018
  1. Олексин Лілія Тадеївна — учителька Львівського фізико-математичного ліцею при Львівському національному університеті імені Івана Франка[18]
- 2019
  1. Лебідь Тетяна Іванівна — заступник директора Херсонського академічного ліцею імені О. В. Мішукова Херсонської міської ради[19]
- 2020
  1. Ягенська Галина Василівна — учителька біології Луцької гімназії № 21 ім. Михайла Кравчука, доцентка кафедри теорії та методики викладання шкільних предметів ВІППО.[20]
  2. Акульшина Тетяна Олександрівна — учителька комунального закладу «Маріупольський міський ліцей Маріупольської міської ради Донецької області»[21]
- 2021
  1. Грицишин Марія Іванівна — заступник директора Української гімназії № 1 Івано-Франківської міської ради[22]
  2. Мельник Валентин Іванович — викладач Кременчуцького педагогічного коледжу імені А. С. Макаренка, Полтавська область[23]
- 2022
  1. Віктор Павло Андрійович — учитель комунального закладу «Рішельєвський науковий ліцей» Одеської обласної ради[24]
  2. Кривутенко Тамара Анатоліївна — учителька гімназії № 32 «Успіх» Печерського району м. Києва[24]
- 2023
  1. Горбач Алла Євгеніївна — учителька Нововолинського ліцею № 1 Нововолинської міської ради, Волинська область[25]
- 2024
  1. Черкач Наталія Іллівна — учителька Вижницького ліцею, Чернівецька область[26]